# Trogonophis wiegmanni
Trogonophis wiegmanni, és una espècie de rèptil escatat de la família Trogonophidae.

## Descripció
És un endemisme magrebí, d'hàbits minadors i difícil de detectar. L'espècie és en estat de regressió per la creixent urbanització i degradació dels sòls.

## Distribució
S'estén des de la regió de Sous, al sud-oest del Marroc, fins a la regió de Bizerta, al nord-est de Tunísia. se'n reconeixen dues subespècies al·lopàtriques T. w. elegans, anomenada colobreta mora malva, distribuïda per la meitat occidental i més humida del Marroc i l'espècie nominal, T. w. wiegmanni, anomenada colobreta mora groga des del Rif oriental fins a Tunísia, en comarques amb precipitacions menors de 600 mm.
A Espanya hi són presents les dues subespècies T. w. elegans a Ceuta i T. w. wiegmanni a Melilla i les tres illes de l'arxipèlag de les Chafarinas.